# 南方熊楠記念館

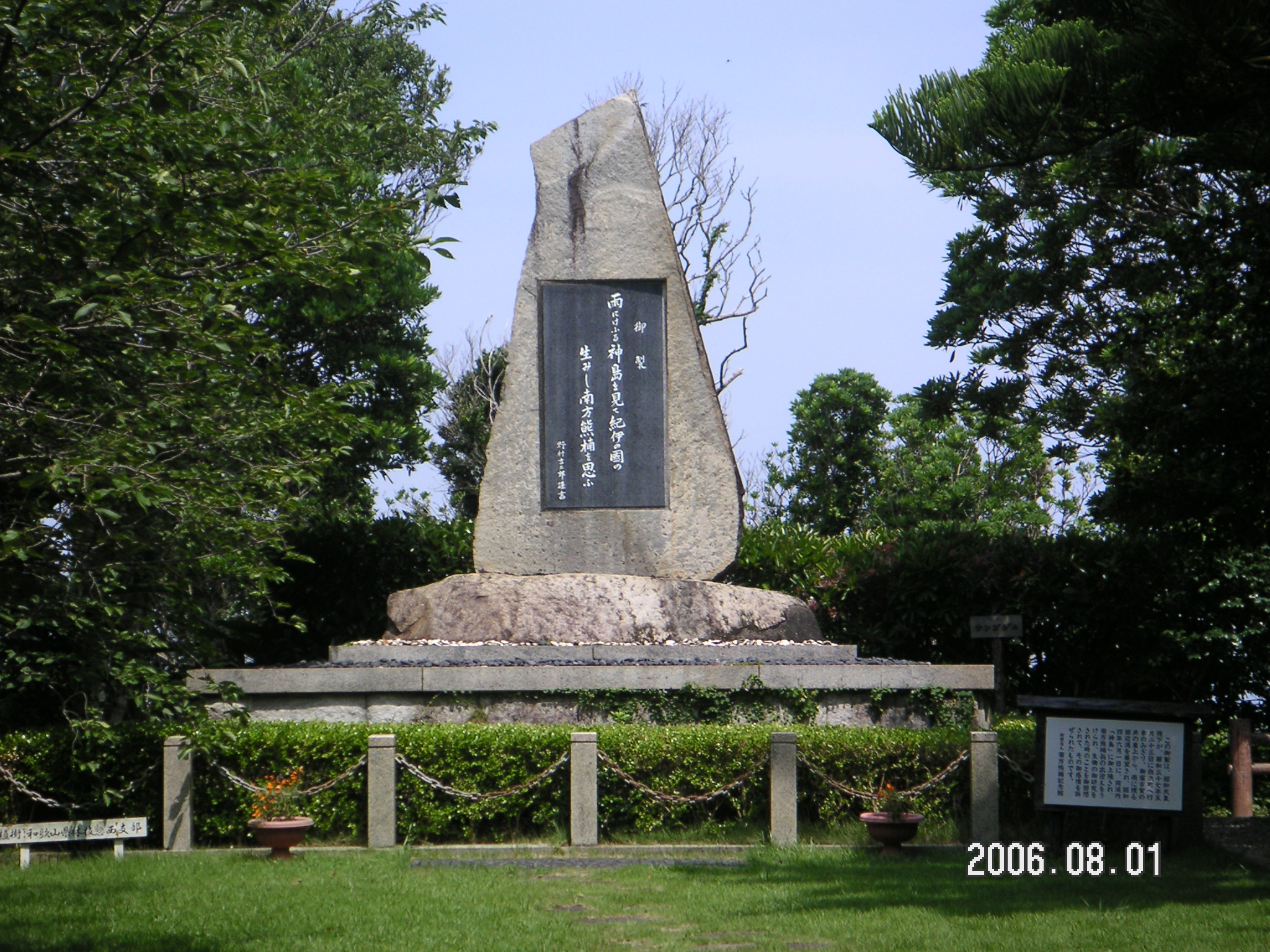
昭和天皇歌碑

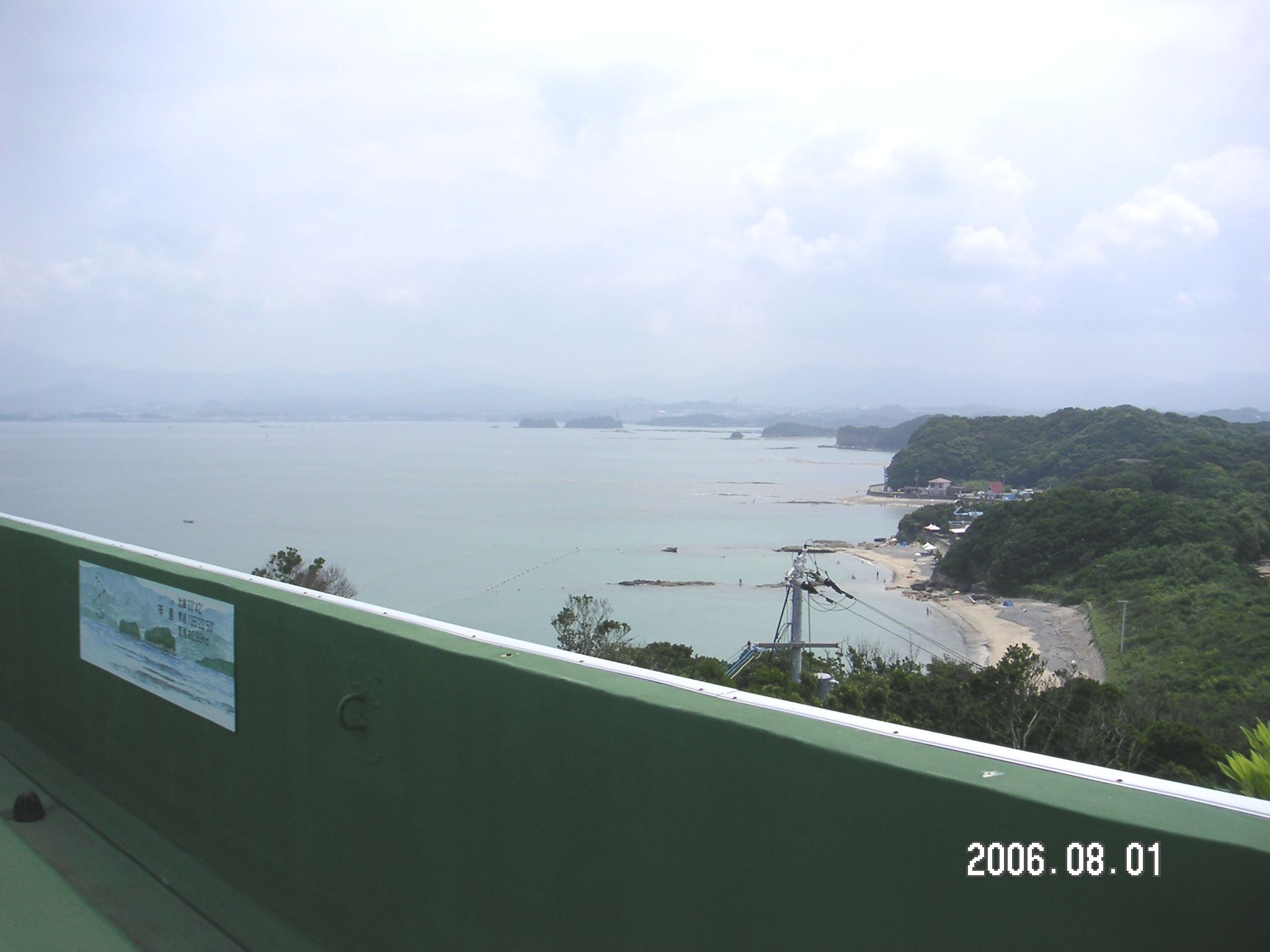
南方熊楠記念館の展望台から田辺湾 神島を望む

南方熊楠記念館（みなかたくまぐすきねんかん、Minakata Kumagusu Museum）は、和歌山県西牟婁郡白浜町にある博物館。

## 概要
世界的博物学者・南方熊楠の記念館である。熊楠の業績顕彰と文献・標本類・遺稿・遺品等膨大な資料の保存と公開および学術振興を目的として1965年4月に開館した。収蔵資料の一部が写真や年表とともに解りやすく展示されている。本館の耐震補強工事と新館建設が行われ、本館は2016年11月9日から休館。2017年3月19日に新館がオープンすると同時に本館も再開館した。
高台にある館の屋上展望台から南紀の海を望むことができ、館の前には昭和天皇歌碑が建つ。
「雨にけふる 神島を見て紀伊の国 生みし南方熊楠を思ふ」

## 本館
本館は番所山の頂上部（標高約33m）に1965年に建設された鉄筋3階建ての施設。南方熊楠の遺族から文献・標本類・遺稿など膨大な資料の寄贈を受け保存・公開している。

### 展示概要
- 第1コーナー - 幼年期～青年期
- 第2コーナー - 海外での活躍
- 第3コーナー - 親しい人々
- 第4コーナー - 博物学者として
- 第5コーナー - 民俗学者として
- 第6コーナー - 晩年

### 主な展示品
- 全長7.7mの自筆「履歴書」
- 映像作品「南方熊楠 - その人と生涯」（文部省教育委員会製作、文部大臣賞受賞作品）等の上映
- 隠花植物等の標本類
- 柳田國男との往復書簡
- 民俗学腹構・原稿
- 南方熊楠文庫（蔵書の閲覧・貸出可）

### 建築概要
- 開館 - 1965年4月
- 延床面積 - 512.65m2

## 新館
新館は2017年3月に開館の鉄筋2階建ての白色で統一された建物。

### 展示概要
1階はビジターセンターとしての役割を果たす施設、2階は常設展示場となる。

### 建築概要
- 開館 - 2017年3月19日[1]
- 延床面積 - 555m2[1]

## 所在地
- 〒649-2211
- 和歌山県西牟婁郡白浜町3601-1

## 位置情報
北緯33度41分37.46秒 東経135度20分10.52秒 / 北緯33.6937389度 東経135.3362556度

## アクセス
- JRきのくに線白浜駅
  - 明光バス「臨海」下車、徒歩8分

## 周辺
- 京都大学フィールド科学教育研究センター瀬戸臨海実験所水族館（隣接）
- 円月島 - 国の名勝
- 本覚寺 - 貝寺
- 白良浜